# Hahn William Capps
Hahn William Capps (16 december 1903 - 14 september 1998) was een Amerikaanse entomoloog.

## Levensloop
Capps behaalde in 1929 zijn bachelor aan de Universiteit van Kansas. In 1930 trad hij in dienst bij het United States Department of Agriculture en in hetzelfde jaar als inspecteur voor het Bureau of Entomology and Plant Quarantine. In 1938 werd hij assistent-entomoloog en in 1940 entomoloog. Hij behield die functie tot hij in 1964 met pensioen ging. 
Hij bestudeerde de larvale en volwassen stadia van Lepidoptera en beschreef diverse nieuwe soorten vlinders voor de wetenschap. Naar hem is door Eugene Gordon Munroe een geslacht van Grasmotten vernoemd: Hahncappsia.

## Enkele publicaties
- (en) Hahn W. Capps (1944). Some American geometrid moths of the subfamily Ennominae heretofore associated with or closely related to Ellopia Treitschke Proceedings of the United States National Museum Vol. 93 (3159): 115-149, Plates 1-10.
- (en) Hahn W. Capps (1963). Keys for the identification of some lepidopterous larvae frequently intercepted at quarantine Bureau of Entomology and Plant Quarantine, United States Department of Agriculture Vol. 33-20: 1-37.

- Gemeinsame Normdatei: 1056705868
- Nederlandse Thesaurus van Auteursnamen: 106664727
- Virtual International Authority File: 288471508
- WorldCat: E39PCjCPGvT7HVXkBMpCBCx6Bq